# Penstemon monoensis
Penstemon monoensis är en grobladsväxtart som beskrevs av A. A. Heller. Penstemon monoensis ingår i släktet penstemoner, och familjen grobladsväxter. Inga underarter finns listade i Catalogue of Life.